# Новые Березичи
Новые Березичи (укр. Нові Березичі) — село в Любешовской поселковой общине Камень-Каширского района Волынской области Украины.
До 2020 года входило в Любешовский район.
Код КОАТУУ — 0723180502. Население по переписи 2001 года составляет 232 человека. Почтовый индекс — 44252. Телефонный код — 3362. Занимает площадь 1,289 км².